# Germantown Township (comté de Clinton, Illinois)
Germantown Township est un township du comté de Clinton dans l'Illinois, aux États-Unis,. 

## Source de la traduction
- (en) Cet article est partiellement ou en totalité issu de l’article de Wikipédia en anglais intitulé « Germantown Township, Clinton County, Illinois » (voir la liste des auteurs).